# Yonghwa-myeon
Yonghwa-myeon (koreanska: 용화면) är en socken i kommunen Yeongdong-gun i provinsen Norra Chungcheong i den centrala delen av Sydkorea, 180 km sydost om huvudstaden Seoul.